# بيرناتي تيتشينو
بيرناتي تيتشينو هي بلدة تقع في لومبارديا التابعة لمقاطعة ميلان في إيطاليا وبلغ عدد سكانها 2939 نسمة حسب إحصائيات عام 2006م.وتبعد 25 كم غربا عن ميلان.

## السكان
في سنة 1771 بلغ عدد السكان 832 نسمة، وتطور العدد ليصل في سنة 2011 لـ 3٬117 نسمة.
يظهر هذا المخطط البياني تطور النمو السكاني لـ بيرناتي تيتشينو